# Saint-Denis (Gard)
Saint-Denis – miejscowość i gmina we Francji, w regionie Oksytania, w departamencie Gard.
Według danych na rok 1990 gminę zamieszkiwało 190 osób, a gęstość zaludnienia wynosiła 52 osoby/km² (wśród 1545 gmin Langwedocji-Roussillon Saint-Denis plasuje się na 718. miejscu pod względem liczby ludności, natomiast pod względem powierzchni na miejscu 1064.).